# ケイマントラフ
座標: 北緯18度30分 西経83度0分 / 北緯18.500度 西経83.000度

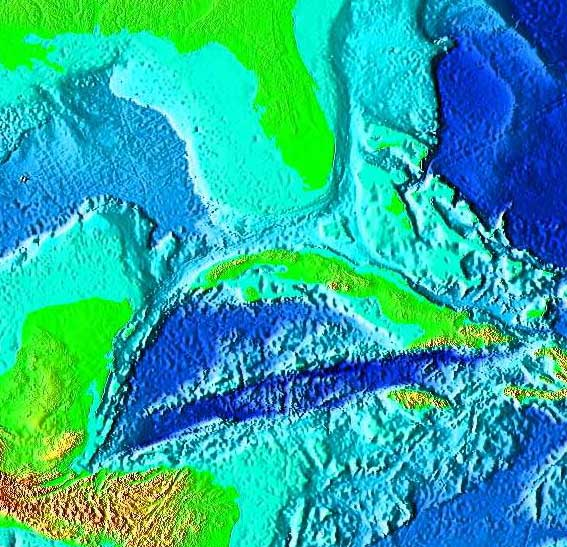
カリブ海北西部の海底地形図。中央下がケイマントラフ

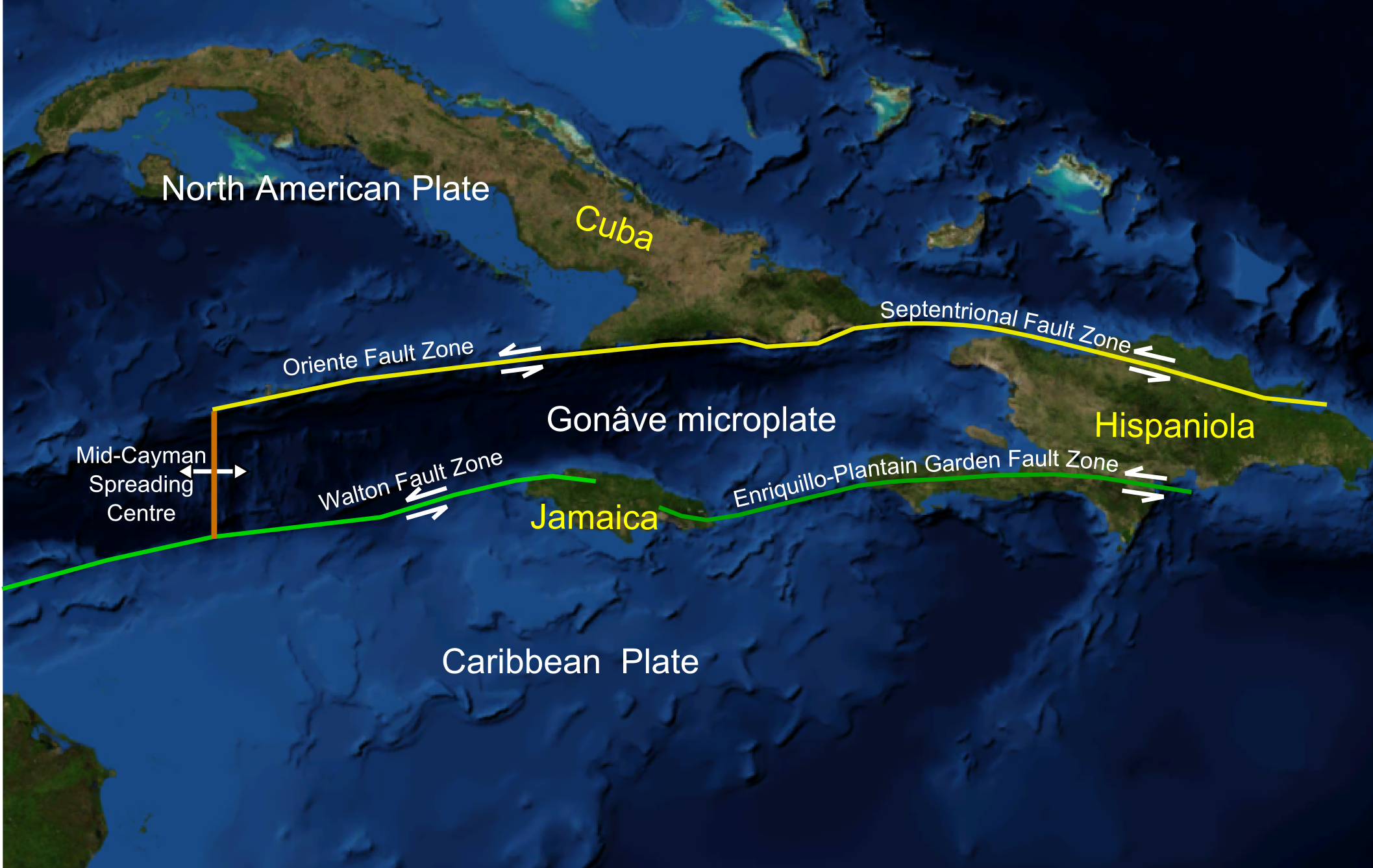
ケイマントラフ周辺のプレート図

ケイマントラフ(Cayman Trough)またはケイマン海溝(Cayman Trench)、バートレット海淵(Bartlett Deep)、バートレットトラフ(Bartlett Trough)、とは、カリブ海西部海底の、ジャマイカとケイマン諸島の間にある、小さな発散型境界を複合するトランスフォーム断層で出来たプルアパート堆積盆である。カリブ海で最も深い地点がある。また、テクトニクスにおける北アメリカプレートとカリブプレートの境界を形成している。ウィンドワード海峡に始まり、キューバのマエストラ山脈の南を通り、グアテマラまで伸びている。トランスフォーム断層は陸上でもモタグア断層としてまで続いており、グアテマラを横断して太平洋の海底まで続いて、中央アメリカ海溝という沈み込み帯と交差している。
比較的狭いトラフで、方角でいうと東北東から西南西へ伸びている。最も深い地点は7,686メートル (25,217 ft)である。 トラフ内部に南北に走るゆっくり開く海嶺があり、最終的にメインの断層に沿って約420キロメートル (260 mi)ほどの海嶺ないし海溝ができる可能性がある。ケイマントラフは毎年11–12ミリメートルの割合で開いている。
始新世の間ケイマントラフは、南西へ動く北アメリカプレートの下に北東へ動くカリブプレートが沈み込む、マエストラ山脈とCayman Ridgeの火山弧を形作る沈み込み帯だった。その一方で、何人かの研究者は北米プレートではなくEast Cuban Microplateと呼ばれているプレートの破片の下に沈み込んでいるのだ、と主張している。
2010年、イギリスのサウサンプトンにあるen:National Oceanography Centre(NOCS)のチームが、自立制御ロボット潜水艦を使って海溝全域の地図作りを初め、深さ5 km (3.1 mi)の海底でブラックスモーカーを発見した。当時、最も深いブラックスモーカーであった。2012年1月、研究者らは450 °C (842 °F)度を超える可能性がある水がある熱水噴出孔の存在を発表した。これは知られている熱水噴出孔の中では最も熱い。同時に研究者らは、目がなく、背中に光を感じる器官を持つエビを含む、新種を発見したと発表した。

## 関連書籍
- Goreau, P. D. E.  1983 Tectonic Evolution of the North Central Caribbean Plate Margin.  Woods Hole Oceanographic Institution, MA.; Massachusetts Inst. of Tech., Cambridge. Sponsor: National Science Foundation, Washington, DC. Sep 1983. 248p. Report: WHOI-83-34.
- Ten Brink, Uri S., et al., 2001, Asymmetric seafloor spreading: crustal thickness variations and transitional crust in Cayman Trough from gravity", GSA Meeting Abstract
- Roberts, H. H.  1994 Reefs and lagoons of Grand Cayman   Monographiae biologicae (Brunt, MA; Davies, JE eds).  Kluwer Academic Publishers, Boston, Ma The Hague. ISBN 0-7923-2462-5
- Ruellan, E. et al., 2003, Morphology and Tectonics of the Mid-Cayman Spreading Center, EGS - AGU - EUG Joint Assembly, Abstract
- Scotese, Christopher R. 1999.  Evolution of the Caribbean Sea (100 mya - Present) Collision of Cuba with Florida Platform and Opening of the Cayman Trough. PALEOMAP Project http://www.scotese.com/caribanim.htm